# كريس كروغ
كريس كروغ (بالإنجليزية: Chris Krug)‏ هو لاعب كرة قاعدة أمريكي، ولد في 25 ديسمبر 1939 في لوس أنجلوس في الولايات المتحدة.

## وصلات خارجية
- كريس كروغ على موقعبيزبول رفرنس.كوم (الدوري الرئيسي) (الإنجليزية)